# 커버걸 (1944년 영화)
커버걸(Cover Girl)은 미국에서 제작된 찰스 비더 감독의 1944년 코미디, 뮤지컬 영화이다. 리타 헤이워드 등이 주연으로 출연하였다.

## 출연

### 주연
- 리타 헤이워드
- 진 켈리
- 리 보먼
- 필 실버스

### 조연
- 징스 폴큰버그
- 레슬리 브룩스
- 이브 아덴
- 오토 크러거
- 제스 베이커
- 애니타 콜비
- 커트 보이스

## 제작진
- 의상: 트라비스 밴톤
- 의상: 뮤리엘 킹
- 의상: 그웬 웨이크링